# Curtis McElhinney
Robert Curtis McElhinney (* 23. Mai 1983 in London, Ontario) ist ein ehemaliger kanadischer Eishockeytorwart. Zwischen 2007 und 2021 bestritt er 249 Partien für insgesamt acht Teams in der National Hockey League (NHL), wobei er überwiegend als nominell zweiter Torhüter („Backup“) zum Einsatz kam. In seinen beiden letzten Profijahren gewann er mit den Tampa Bay Lightning in den Playoffs 2020 und 2021 jeweils den Stanley Cup. Auf internationaler Ebene nahm er mit der kanadischen Nationalmannschaft an der Weltmeisterschaft 2018 teil.

## Karriere
Curtis McElhinney begann seine Karriere in der Mannschaft des Colorado College im Jahr 2001. Dort spielte er bis 2005 insgesamt vier Jahre lang in der Western Collegiate Hockey Association, einer Liga im Spielbetrieb der National Collegiate Athletic Association. Der Kanadier wurde während des NHL Entry Draft 2002 als insgesamt 176. Spieler von den Calgary Flames ausgewählt.
Im Sommer 2005 wurde McElhinney in den Kader des Farmteam Calgarys, die Omaha Ak-Sar-Ben Knights aus der American Hockey League berufen, nachdem er im Vorfeld seinen ersten Profivertrag unterzeichnet hatte. Für die Knights spielte er insgesamt zwei Jahre lang, bis sich die Mannschaft auflöste. Im Sommer 2007 erhielt McElhinney einen Vertrag beim neuen Farmteam der Flames, den Quad City Flames, für die er 41 Spiele in der AHL bestritt. Am 22. Oktober 2007 gab der Kanadier sein Debüt in der National Hockey League als Ersatz von Miikka Kiprusoff für die Flames in einem Spiel gegen die San Jose Sharks. In der Saison 2007/08 absolvierte McElhinney insgesamt fünf Partien, bevor Curtis Joseph als Ersatz verpflichtet wurde. Nach dessen Weggang im Sommer 2008 war McElhinney wieder die Nummer 2 in der Torwarthierarchie Calgarys. Im März 2010 wurde er in einem Tauschgeschäft zu den Anaheim Ducks abgegeben, im Gegenzug ging Vesa Toskala zu den Calgary Flames.

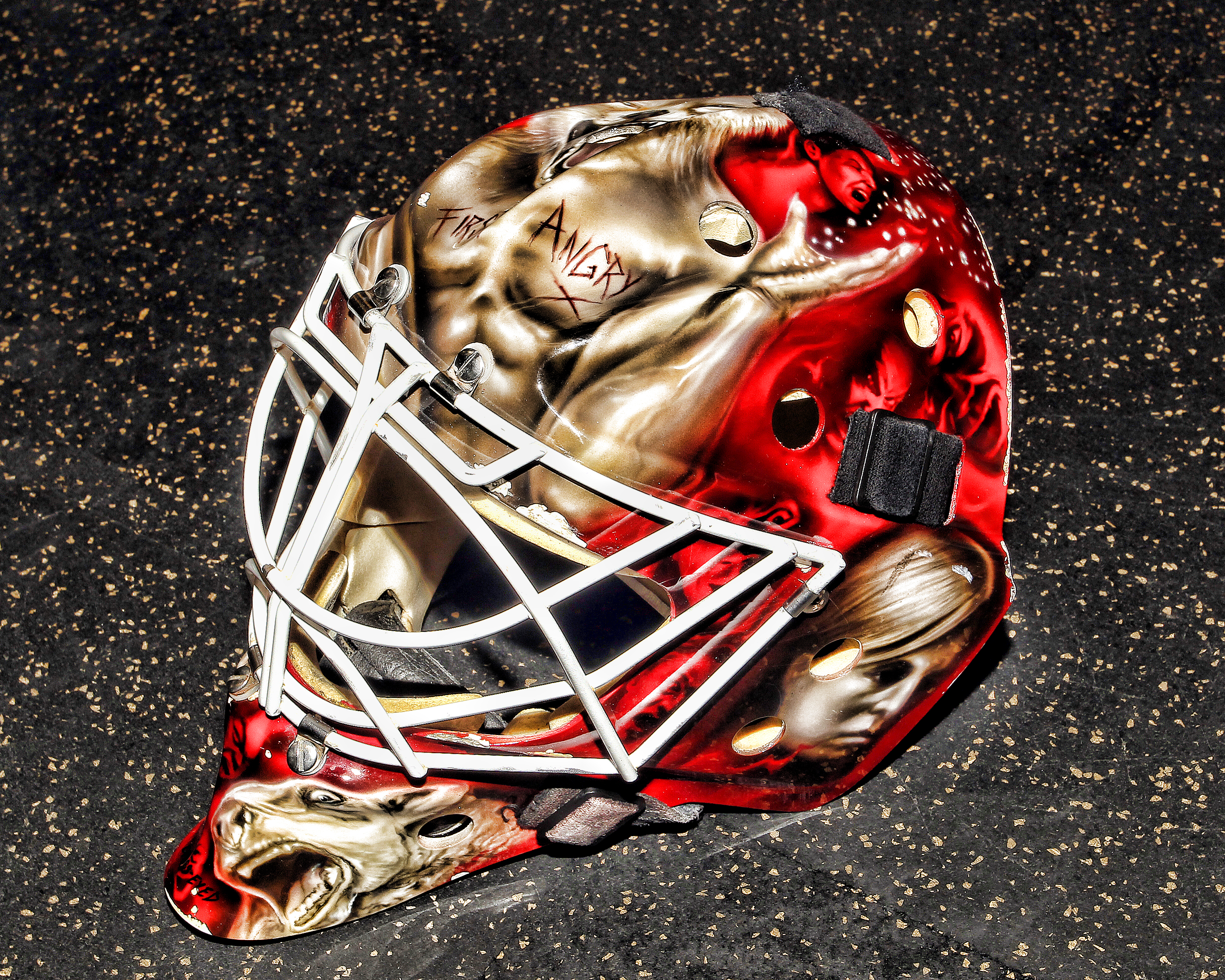
Seine Torwartmaske, Januar 2013

Nachdem McElhinney nach dem verletzungsbedingten Ausfall von Jonas Hiller vorübergehend zum Stammtorhüter in Anaheim avanciert war, fiel er nach guten Leistungen zuletzt durch unkonstante Einsätze auf und hatte drei Niederlagen in Folge der Kalifornier mitverschuldet. Am 24. Februar 2011 entschied das Management der Ducks den Torhüter in einem Tauschgeschäft an die Tampa Bay Lightning abzugeben und erhielt im Gegenzug Dan Ellis. Kurz vor der Trade Deadline wurde er von den Bolts auf die Waiverliste gesetzt, von der ihn die Ottawa Senators auswählten.
Am 4. Juli 2011 unterzeichnete McElhinney einen Zweiwegevertrag für ein Jahr bei den Phoenix Coyotes, die ihn am 22. Februar 2012 gemeinsam mit einem Zweitrunden-Wahlrecht im NHL Entry Draft 2012 und einem Fünftrunden-Wahlrecht im NHL Entry Draft 2013 in einem Transfergeschäft im Austausch für Antoine Vermette an die Columbus Blue Jackets abgaben.
Nach fast fünf Jahren in der Organisation der Blue Jackets wurde McElhinney im Januar 2017 von den Toronto Maple Leafs verpflichtet, als er über den Waiver in die AHL geschickt werden sollte.
Nach der Saison 2017/18 debütierte er im Rahmen der Weltmeisterschaft 2018 für die kanadische Nationalmannschaft und belegte dort mit dem Team den vierten Platz. Im Rahmen der Vorbereitung auf die Saison 2018/19 verlor er seinen Platz im Kader der Maple Leafs an Garret Sparks und wurde in der Folge abermals vom Waiver von den Carolina Hurricanes verpflichtet. Anfang Juli 2019 unterzeichnete er als Free Agent einen Zweijahresvertrag bei den Tampa Bay Lightning. Mit dem Team gewann er in den Playoffs 2020 den Stanley Cup, ohne dabei jedoch hinter Andrei Wassilewski zu einem Playoff-Einsatz zu kommen. In gleicher Art und Weise verteidigte die Mannschaft den Titel im Folgejahr, bevor er seine Karriere nach der Spielzeit 2020/21 für beendet erklärte. Insgesamt hatte er in der NHL 249 Partien für acht Teams absolviert.

## Erfolge und Auszeichnungen
| - 2003 WCHA First All-Star Team - 2003 NCAA West Second All-American Team - 2005 WCHA First All-Star Team - 2005 NCAA West First All-American Team - 2007 Teilnahme am AHL All-Star Classic | - 2007 AHL Second All-Star Team - 2013 Teilnahme am AHL All-Star Classic - 2013 AHL Second All-Star Team - 2020 Stanley-Cup-Gewinn mit den Tampa Bay Lightning - 2021 Stanley-Cup-Gewinn mit den Tampa Bay Lightning |

## Karrierestatistik

### International
Vertrat Kanada bei:
- Weltmeisterschaft 2018

(Legende zur Torhüterstatistik: GP oder Sp = Spiele insgesamt; W oder S = Siege; L oder N = Niederlagen; T oder U oder OT = Unentschieden oder Overtime- bzw. Shootout-Niederlage; Min. = Minuten; SOG oder SaT = Schüsse aufs Tor; GA oder GT = Gegentore; SO = Shutouts; GAA oder GTS = Gegentorschnitt; Sv% oder SVS% = Fangquote; EN = Empty Net Goal; 1 Play-downs/Relegation; Kursiv: Statistik nicht vollständig)